# ولی ویو، شهرستان یورک، پنسیلوانیا

نقشه ولی ویو، شهرستان یورک، پنسیلوانیا

ولی ویو، شهرستان یورک، پنسیلوانیا (به انگلیسی: Valley View, York County, Pennsylvania) یک مکان مختص سرشماری در ایالات متحده آمریکا است که در York County واقع شده‌است.

## خصوصیات
ولی ویو ۲٫۰ کیلومترمربع مساحت و ۲٬۸۱۷ نفر جمعیت دارد.